# 惹云桥站
惹云桥站位于中华人民共和国江苏省苏州市苏州工业园区金鸡湖街道中新大道西与星明街交叉口地下，是苏州地铁6号线与7号线的地铁换乘站，6号线部分于2024年6月29日开通，7号线部分于同年12月1日开通。

## 车站结构

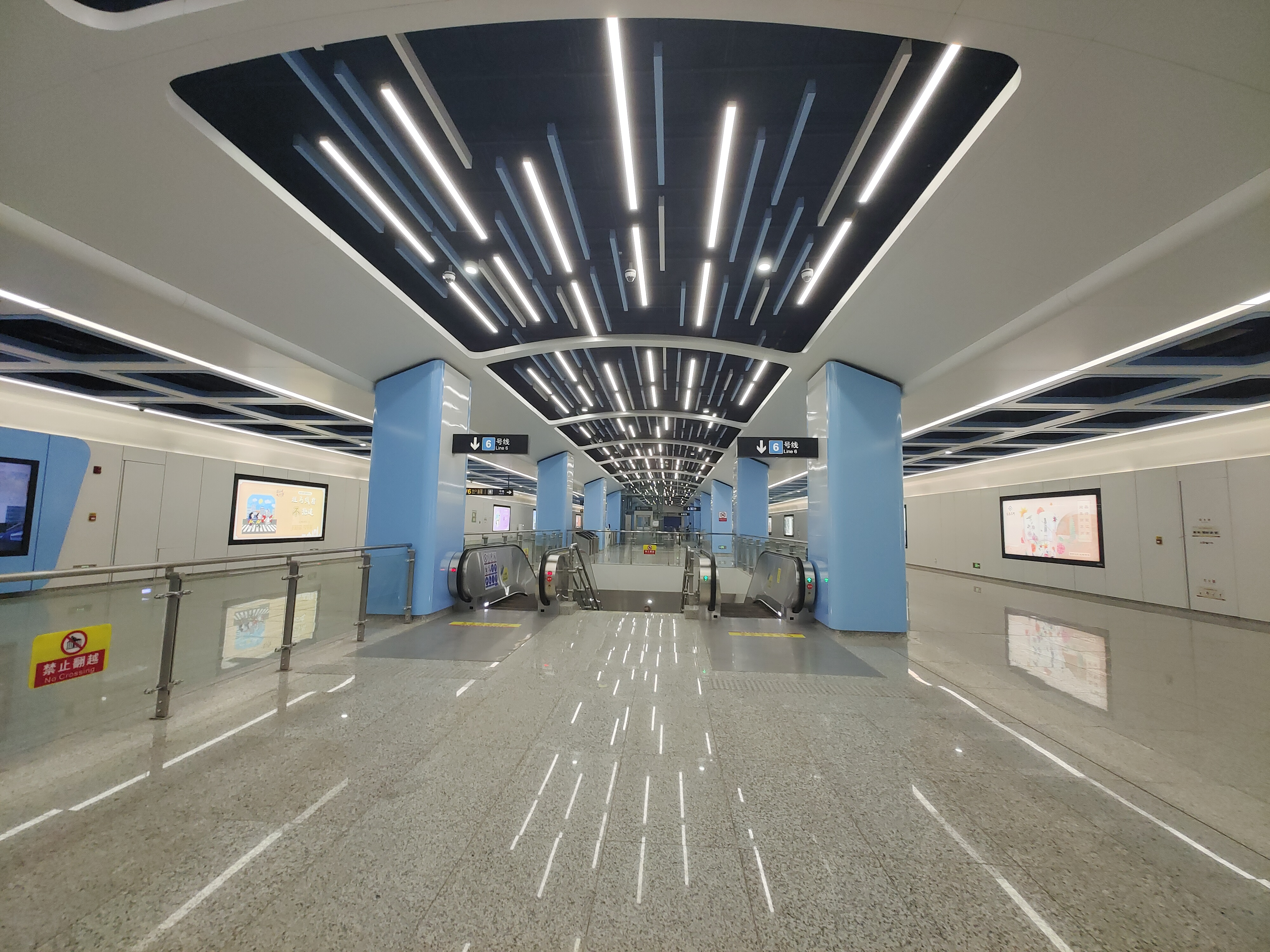
6号线站厅

### 楼层
|                   |  | ■ 6号线往苏州新区火车站（徐家浜） |
| 島式 · 開左邊车门 |  |                                   |
|                   |  | ■ 6号线往桑田岛（秋塘浜）         |

|                   |  | ■ 7号线往常楼（中央公园） |
| 島式 · 開左邊车门 |  |                           |
|                   |  | ■ 7号线往木里（黄天荡）   |

### 出入口
| 编号                | 指示       | 图片 |
| ------------------- | ---------- | ---- |
| 1 · 出口 · （设有） | 中新大道西 |      |
| 2 · 出口            | 星明街     |      |
| 5 · 出口            | 中新大道西 |      |
| 6 · 出口 · （设有） | 中新大道西 |      |
| 7 · 出口            | 星明街     |      |
| 8 · 出口            | 星明街     |      |
| 图例： 设有         |            |      |